# Parasitaxus usta
Parasitaxus usta (às vezes escreve-se da forma incorreta Parasitaxus ustus) é uma espécie de conífera pertencente à família Podocarpaceae. É o único representante do género Parasitaxus.

## Descrição
É uma espécie rara. Tem a aparência de um arbusto lenhoso que pode atingir até 1,8 m de altura. Apenas pode ser encontrada em áreas densamente florestadas da Nova Caledónia. Foi descoberta por Eugène Vieillard em 1861.
É normalmente mencionado que esta espécie é única gimnospérmica de hábitos parasitas. Não tem raízes e é sempre encontrada agarrada às raízes da espécie Falcatifolium taxoides (outro membro das Podocarpaceae). No entanto, a questão do parasitismo ainda está em aberto visto que ela não é um parasita haustorial, como acontece no caso das angiospermas.
Estudos recentes sugerem uma relação de proximidade entre esta espécie e o género Lepidothamnus, nomeadamente com a espécie Lepidothamnus fonkii.
Foi primeiro descrita como Dacrydium ustum Vieill.; outros sinónimos são Podocarpus ustus (Vieill.) Brogn. & Gris e Nageia usta (Vieill.) Kuntze.